# دون شيروود (دي جيه)
دون شيروود (بالإنجليزية: Don Sherwood)‏ هو دي جيه أمريكي، ولد في 7 سبتمبر 1925، وتوفي في 6 نوفمبر 1983.